# 曼齐刻尔特战役
曼齐刻尔特战役，為公元1071年8月26日發生的一場拜占庭與塞爾柱帝國之間的戰役，是中世紀在近東地區最著名的战役之一。此役中，蘇丹阿爾普·阿爾斯蘭取得決定性勝利並俘獲拜占庭皇帝罗曼努斯四世，使安納托利亞和亞美尼亞地區的統治權轉移到塞爾柱人的手中，被後世視為基督與伊斯蘭文化圈在當地消長的分水嶺。

## 背景
拜占庭帝國在君士坦丁九世（1042-1055）和君士坦丁十世（1059-1067）的統治下，逐漸從馬其頓王朝的軍事高峰走下來，步入衰退。其間伊薩克一世（1057-1059）兩年的統治期曾為帝國帶來短促的改革，但也僅是延緩了拜占庭軍隊的衰落。
君士坦丁九世統治期間，拜占庭首次與塞爾柱帝國接觸，當時後者正嘗試併吞亞美尼亞城市阿尼。在1064年塞爾柱人佔領阿尼後，拜占庭帝國選擇與其停戰並解散了高加索地區的駐軍。繼任的君士坦丁十世無法抵禦塞爾柱軍再次入侵，使撒利亞（今開塞利）和亞美尼亞先後於1064和1067年被佔據。
1068年，羅曼努斯四世上位後，出身行伍的他迅速進行了一些的軍事改革，兩度親自出兵小亞細亞，並委託曼努埃爾科穆寧（伊薩克一世的姪子）帶領一支遠征軍攻打塞爾柱帝國。起初遠征軍奪下了阿勒頗附近的城市，更解除了塞爾柱人對伊康（Iconium，今科尼亞）的圍攻；然而，遠征軍最終戰敗、崩潰，曼努埃爾亦被塞爾柱人擒獲。儘管塞爾柱取得勝利，但由於埃及法蒂瑪王朝的威脅，當時的蘇丹阿爾普·阿爾斯蘭不願與拜占庭繼續交戰：他很快就向拜占庭提出和解，兩軍於1069年簽訂和約。
1071年2月，羅曼努斯向塞爾柱遣使更新和約，當時阿爾斯蘭正率軍圍攻埃德薩，在與大使簽約後蘇丹將軍隊轉往阿勒頗對抗法蒂瑪軍。然而，羅曼努斯此舉乃是希望分散塞爾柱人的注意力，讓東羅馬大軍能成功突襲亞美尼亞，收復拜占庭此前所失去的土地和堡壘。

## 遭遇戰與背叛
1071年8月，羅曼努斯四世三度親征。這次除東羅馬軍外，他還募集了來自法蘭克、諾曼第、庫曼等地的傭兵，以至少4萬的軍勢揮軍亞美尼亞。羅曼努斯四世宣布：
|  | 如果蠻人真希望和平，就請他過來我營帳，正式交出他在雷伊（Ray）的宮殿，以示從此秋毫無犯。 |

塞爾柱軍此時正在敘利亞阿勒頗圍攻法蒂瑪軍，意識到中計的阿爾斯蘭留下兒子馬立克沙及重臣尼札姆繼續圍城，自己則率領騎兵倉促前往迎敵。據說為提高士氣，蘇丹甚至穿上了壽衣以示戰鬥至死的決心。兩軍在曼齊刻爾特（又譯馬拉茲吉爾特，今土耳其境內）相遇，隔著穆拉特河對陣。
軍隊組成方面，東羅馬遠征軍分為前中後三陣：前鋒由各地傭兵組成，以步槍兵為主、擅長肉搏，中軍由皇帝羅曼努斯四世親自率領的重騎兵，後衛乃東羅馬各地諸侯組成、由羅曼努斯的繼子安德洛尼卡·道卡斯帶領，全軍總數在四萬以上。而塞爾柱軍主要由馬弓手組成，人數在兩萬上下，人數約為對方一半，且才剛從阿勒頗的戰線撤出。
數量佔優的東羅馬軍首先發起進攻，他們在渡河後很快便占領了塞爾柱的中央軍陣地。阿爾斯蘭以鶴翼陣迎敵，將中央軍後撤吸引對方深入，由兩翼馬弓手不斷放箭，將的東羅馬軍前鋒釘在河岸上，利用機動性避免近身戰。東羅馬軍在傷亡不斷增加的情況下，庫曼人傭兵又倒戈向塞爾柱一方，其他傭兵見此紛紛退出戰場。
在前鋒受到阻礙後，羅曼努斯四世率領中軍過河，戰況一時之間呈現膠著，隨著時間推進，人數趨少的賽爾柱軍轉趨劣勢。然而此時後衛隊的安德洛尼卡眼見戰況混沌，逕自宣布羅曼努斯四世已戰死，帶領親信撤回首都爭奪皇位，這一舉動使東羅馬軍陷入混亂，人數優勢不復存在，最後，撤退不及的羅曼努斯四世戰敗被俘。

## 戰果

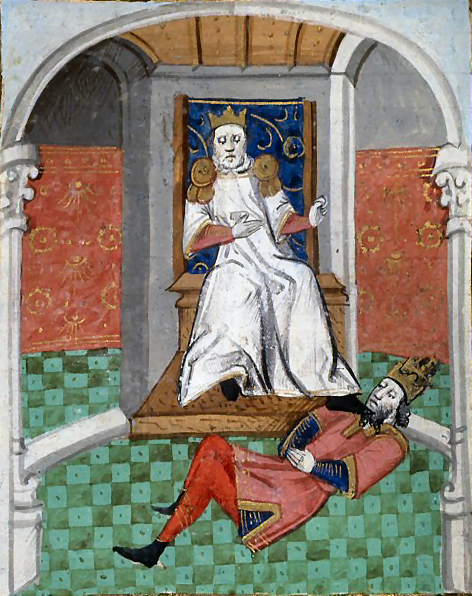
塞爾柱蘇丹在羞辱罗曼努斯四世的景象，來自15世紀薄伽丘所作De Casibus Virorum Illustrium的法語翻譯本

最终，拜占庭惨败，罗曼努斯四世被俘。在被俘的一星期間，阿爾斯蘭除了禮遇罗曼努斯，同時要求他讓出安條克、埃德薩、希拉波利斯和曼齐刻尔特等安那托利亞的城市給塞爾柱。在條件談妥後，蘇丹奚落了皇帝一番，並贈予他豐厚的禮物，派遣兩名埃米爾護送他回君士坦丁堡。罗曼努斯回國後即遭挖去雙眼流放孤島，並於隔年逝世。
直至1080年，塞爾柱土耳其人總共從拜占庭帝國奪得了780,000平方公里的土地（差不多整個安那托利亞），大量土耳其人遷入安那托利亞的中部，使塞爾柱穆斯林開始了對安那托利亞的突厥化。拜占庭帝國戰敗後，隨之而來的則是長達3年的內戰，直至阿萊克修斯一世（在位自1081～1118年）登基後才告結束。
此役為拜占庭帝國帶來了持久的災難，它成為了帝國由盛轉衰的標誌，並使拜占庭國內的衝突和經濟危機進一步加劇。拜占庭最主要的兵源地安纳托利亚為塞爾柱人所控，使拜占庭帝国的軍隊數量受限，並嚴重削弱了保衛邊疆的能力，於是帝國再不能全面收復戰敗失去的所有疆土。拜占庭的軍事力量從此變得衰弱，間接促成了日後西歐諸國干涉的十字軍東征。
對於塞爾柱帝國而言，由於此役使東羅馬無力再次發動攻勢，讓蘇丹能專心與法蒂瑪哈里發作戰，並得以在同年年底從法蒂瑪王朝手中奪下耶路撒冷，出逃基督徒向教廷的投訴也間接成為十字軍東征的遠因。而蘇丹的姪子蘇萊曼沙阿一世在安那托利亞開創的魯姆蘇丹國也帶動土耳其地區的政經、藝文發展，並促進伊斯蘭文化在當地札根。

## 註腳

### 來源
1. ↑  Haldon 2001，第173頁
2. ↑  Norwich 1991, p. 238.
3. 1 2 3  Markham, Paul. .   [2013-01-16]. （原始内容存档于2007-05-13）.
4. ↑  Haldon 2001，第172頁
5. 1 2  Haldon 2001，第180頁.
6. ↑  Konstam, Angus. . London: Mercury Books. 2004: 40. ISBN 0-8160-4919-X.
7. ↑  Norwich, John Julius. . New York: Vintage Books. 1997: 237. ISBN 0-679-45088-2. — "The fate of Caesarea was well known."
8. 1 2   Francis Robinson（法蘭西斯·魯賓遜）. . 黃中憲譯. 臺灣: 如果出版社. 2008. ISBN 9789866702198.